# Plaza del Pueblo (Urumqi)
La plaza del Pueblo (en uigur: ۈرۈمچى خەلق مەيدىنى; en chino: 烏魯木齊市人民廣場) es una gran plaza pública situada en torno a las principales intersecciones de Distrito Central de Negocios de Urumchi, capital de la Región Autónoma Uigur de Sinkiang (Xinjiang), China. Situado en el distrito de Tianshan, es un destino turístico principal en la ciudad y también se utiliza para la celebración de eventos grandes y sirve como un lugar general de la diversión diaria para los residentes locales .
Durante la dinastía Qing, el sitio original era una piscina de loto. En 1934, fue una tierra propiedad de la oficina de administración y supervisión del gobierno de República de China. El área fue nombrada " Plaza de la Paz " en 1946 cuando el gobierno de la provincia de Xinjiang luego pacíficamente negoció con los gobiernos revolucionarios de Ili, Tacheng y Altay ; pero el nombre fue cambiado a "Plaza del Pueblo" en 1950.